# Tipologia testuale
La ricerca sulla tipologia testuale persegue l'obiettivo di classificare i testi in base a tratti specifici. I tipi di testo (o tipi testuali) rappresentano forme specifiche di organizzazione del discorso umano. La riflessione sui tipi di testo risale ai retori e ai grammatici greci e romani e fu mantenuta dagli Umanisti. La classificazione tradizionale si basa su un'analisi funzionale dei testi e recupera le categorie del discorso della retorica classica.
I tipi testuali hanno carattere universale e vanno distinti in tal senso dai generi letterari, che sono peculiari di specifiche società e tradizioni, e che variano anche all'interno di una singola cultura.

## Criteri per la determinazione del tipo di testo
Per la determinazione della tipologia di un testo si può far riferimento a fattori sia interni che esterni. Le classificazioni hanno cioè luogo secondo la forma e l'uso di un testo. In particolare, le variabili extralinguistiche considerate sono lo scopo dell'emittente, il tipo di destinatario e il contesto comunicativo. Tali variabili influenzano o determinano le caratteristiche linguistiche del testo (in particolare, la scelta del lessico, della sintassi, delle forme verbali).
I fattori interni (immanenti rispetto al testo) di un tipo testuale, da un lato sono caratteristiche strutturali che si mostrano nella costruzione, nella conduzione tematica e nel collegamento ad altri testi, e dall'altro lato sono fenomeni grammaticali, lessicali e stilistici. Esempi per questo sono la divisione in paragrafi, i riferimenti incrociati o la costruzione del periodo. 
Fattori esterni al testo sono quelli che ne determinano la nascita, l'utilizzo e lo scopo. Tra questi è da considerare anche la situazione comunicativa nella quale un testo viene usato e la sua ricezione. Per questo, un'inserzione sul giornale avrà effetti diversi di un necrologio, anche se entrambi utilizzano lo stesso canale comunicativo per trasmettere un'informazione.

## Tipologie testuali

### Tipologia funzionale
Quella per funzioni è la prima classificazione dei tipi testuali. Si basa sui differenti tipi di discorso individuati dalla retorica classica: la narrazione, la descrizione, l'esposizione e l'argomentazione. La più conosciuta tipologia funzionale è quella di Egon Werlich. Oltre a considerare la funzione del testo, cioè l'intento dell'autore, questa categorizzazione rinvia alla capacità cognitiva corrispondente, in quanto questa permette di comprendere uno specifico testo.
Nella tipologia di Werlich, i tipi di testo sono:
- Testo descrittivo;
- Testo narrativo;
- Testo espositivo (o "informativo");
- Testo argomentativo;
- Testo prescrittivo (o "regolativo" o "istruzionale").

Nella tipologia di De Beaugrande e Dressler, i tipi di testo sono:
- Descrittivo
- Narrativo e argomentativo
- Letterario e poetico
- Scientifico e didattico

### Tipologia interpretativa
La tipologia delineata da Francesco Sabatini si concentra sulla forma che l'autore sceglie in vista di un particolare tipo di destinatario. I tipi di testo sono allora diversi nella misura in cui lasciano maggiore o minore libertà interpretativa al lettore. Tale libertà può essere minima, poca o molta:
- la libertà interpretativa è minima (o nulla) quando l'autore stimola nel lettore una interpretazione quanto più aderente possibile alla propria, attraverso l'utilizzo di concetti assai precisi: il discorso è quindi molto vincolante per il lettore; è il caso dei testi scientifici, dei testi giuridici normativi e dei testi tecnici;
- la libertà interpretativa è poca quando l'autore si propone come divulgatore per un pubblico non informato e quindi non pretende una interpretazione strettamente identica alla propria: il discorso è mediamente vincolante per il lettore; è il caso dei testi espositivi, dei testi divulgativi, dei testi informativi;
- la libertà interpretativa è molta quando l'autore lascia trasparire il proprio io, stimolando nel lettore di ricorrere per l'interpretazione alla propria esperienza: il discorso è poco vincolante per il lettore; è il caso dei testi letterari in poesia e in prosa.

I tre tipi fondamentali di testi individuati sulla base di questa determinazione sono caratterizzati in base a specifici parametri:
- la struttura del testo;
- la coerenza (evidente o ricostruita dal lettore);
- la coesione;
- i tipi di costruzione delle frasi;
- la punteggiatura;
- l'aspetto grafico.

## Interessi di ricerca
La categorizzazione di testi in tipi è parte della storia della lingua e della letteratura come studio sulla nascita di testi, sulle loro forme storiche e sugli influssi linguistici, sociali ecc... Un ulteriore interesse della ricerca testuale deriva dalla sociologia scientifica, come collegamento dei tipi di testo ai mezzi comunicativi come al loro utilizzo e diffusione.